# رایزن علمی
رایزن علمی (به انگلیسی: Science attaché) یکی از اعضای سفارت است. یک رایزن علمی به طور سنتی دارای سه کارکرد اصلی می‌باشد: مشاوره به سفیر در مورد موضوعات علمی و فناوری، گزارش رویدادهای علمی و فناوری، و نماینده کشور خود در امور علمی و فناوری به انجمن‌های علمی و فناوری خارجی، سازمان‌های دولتی بین‌المللی و سازمان‌های مردم‌نهاد بین‌المللی.

یک رایزن علمی همچنین به ایجاد روابط رسمی بین دانشمندان و محققان داخلی و خارجی کمک کرده و به عنوان یک فروگشا برای ابتکارات تبادل علمی عمل می‌کند.